# Incident des lacs de Plitvice
| \| L'emplacement des lacs de Plitvice en Croatie. \| L'emplacement des lacs de Plitvice en Croatie. |
| L'emplacement des lacs de Plitvice en Croatie.                                                      |

L'incident des lacs de Plitvice de la fin mars et du début d'avril 1991 (connu en Croatie comme les « Pâques sanglantes de Plitvice », Krvavi Uskrs na Plitvicama/Plitvički Krvavi Uskrs) est un incident survenu au début de la guerre d'indépendance croate, s'étant produit dans le contexte d'un affrontement entre les policiers croates et la police spéciale (l'armée croate était alors encore en cours de formation et d'organisation) d'un côté, voulant la création d'une République de Croatie indépendante, et de l'autre les Serbes, soutenus par Belgrade et l'Armée populaire yougoslave. Cet affrontement aboutit à deux morts — un de chaque côté — et contribue de manière significative à l'aggravation des tensions ethniques qui seront au cœur de la guerre subséquente. Il commence quand les Serbes prennent le contrôle des lacs de Plitvice en expulsant les gestionnaires et en l'annexant à l'Oblast autonome serbe de Krajina.

## Contexte
En mai 1990, l'Union démocratique croate dirigé par Franjo Tuđman remporte les premières élections multipartites post-communiste en Croatie. Tuđman a suivi un parcours très nationaliste, prônant l'indépendance de la Croatie alors en Yougoslavie. Une grande partie de la minorité serbe de Croatie est fortement opposée à la politique de Tuđman, le considérant comme anti-serbe. Après l'élection de Tuđman, des nationalistes serbes dans la région de la Kninska Krajina (à la frontière ouest de l'actuelle Bosnie-Herzégovine) lancent une insurrection armée lors de laquelle des représentants du gouvernement croate sont expulsés ou exclus d'une vaste partie de la région. Les biens du gouvernement croate sont partout saisis et remis au contrôle des municipalités locales serbes ou au nouveau « Conseil national serbe » (qui deviendra plus tard l'Oblast autonome serbe de Krajina) dirigé par Milan Babić. Le processus dure plus d'un an.
Les lacs de Plitvice représentent un site classé au patrimoine mondial ainsi qu'un parc national de Croatie, situé dans la Krajina, près de la frontière bosniaque, à environ 150 km au sud de Zagreb, la capitale croate. Avant 1995, la zone environnante est principalement peuplées par des Serbes et des lacs sont sur les limites de la zone contrôlée par les Serbes de la Krajina. Le parc national est toutefois principalement sous le contrôle de Croates affiliés au gouvernement de Zagreb.

## Conflit

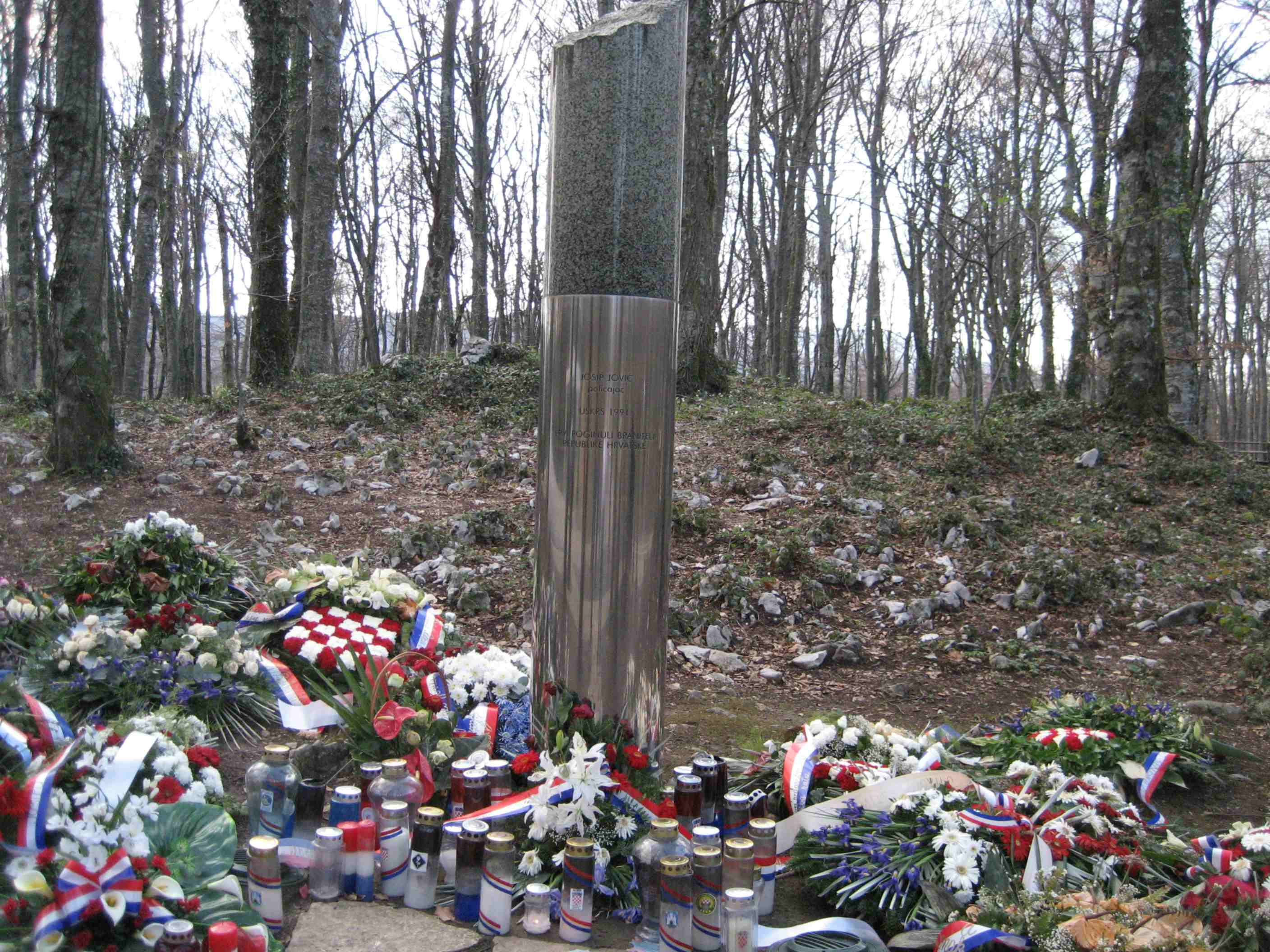
Mémorial dans le parc commémorant Josip Jović, le premier homme, un policier croate, tué durant les faits.

Le 29 mars 1991, les gestionnaires des lacs de Plitvice sont expulsés par la police serbe de Krajina, rebelle et sous le contrôle de Milan Martić, soutenue par des bénévoles paramilitaires de Serbie sous le commandement de Vojislav Šešelj. La région elle-même est relativement peu peuplée et il n'y a pas de menace évidente pour les Serbes locaux. Il a été suggéré que la prise de contrôle du parc par les Serbes ait été motivée par un désir de contrôler la route stratégique qui traverse le parc du nord au sud, reliant les communautés serbes des régions de la Lika et du Banija. Le gouvernement de Tuđman décide de reprendre le parc par la force.
Le dimanche de Pâques du 31 mars 1991, la police croate du Ministère de l'Intérieur croate (MUP) entre dans le parc national afin d'expulser les forces rebelles serbes. Des paramilitaires serbes prennent en embuscade un bus transportant des policiers croates sur la route au nord de Korenica, déclenchant une lutte armée durant toute la journée entre les deux camps. Pendant les combats, deux policiers, un croate et un serbe, sont tués. Vingt autres personnes sont blessées et vingt-neuf paramilitaires et policiers serbes de Krajina sont constitués prisonniers par les forces croates,. Parmi les prisonniers se trouve Goran Hadžić, qui deviendra plus tard président de la République serbe de Krajina.
La violence inquiète la présidence collective de Yougoslavie, qui se réunit dans la nuit du 31 mars pour discuter de la situation à Plitvice. Sur l'insistance du représentant de la présidence de la Serbie, Borisav Jović, mais contre la volonté de la Slovénie et de la Croatie, l'Armée populaire yougoslave (JNA) reçoit l'ordre de créer une zone tampon entre les deux parties et mettre fin aux affrontements. Les unités de la JNA, commandée par un colonel croate, interviennent dans la journée qui suit. Le parlement serbe discute également en session d'urgence, traitant les affrontements comme un casus belli et votant pour offrir aux Serbes de Krajina « toute l'aide nécessaire » dans leur conflit avec Zagreb.
Le 2 avril, la JNA ordonne aux forces de la police spéciale du gouvernement croate de quitter le parc national, ce que ces dernières font. Le général Andrija Rešeta, au commandement de l'opération, déclare aux médias que ses hommes « ne protégeaient aucun des deux camps » et n'étaient là que pour empêcher les « affrontements ethniques » aussi longtemps que nécessaire. Toutefois, le gouvernement croate réagit avec fureur au mouvement de la JNA. Mario Nobilo, aide sénior de Tuđjman, affirme que la JNA leur avait « littéralement dit que si nous n'évacuions Plitvice ils liquidaient notre police » et Tuđjman lui-même donne un avertissement à la radio croate que si l'armée poursuit ses activités, elle serait considérée comme une armée ennemie d'occupation.
Bien que l'intervention de la JNA arrive à mettre fin aux combats, elle a eu pour effet de consolider les lignes de front dans la région et de prévenir toute la suite des opérations croates contre les Serbes rebelles. Quelques mois plus tard, le déclenchement de la guerre à grande échelle a entraîné la prise du parc national par les Serbes de Krajina, cette fois pleinement et ouvertement soutenus par la JNA. Le contrôle croate des lacs de Plitvice n'a finalement été rétabli qu'après l'opération Tempête, en août 1995.

## Conséquences
L'incident des lacs de Plitvice a eu des conséquences importantes pour Serbes et Croates. Il représente les premiers accidents mortels dans le conflit serbo-croate et a contribué à la radicalisation des deux côtés. Les nationalistes et les extrémistes ont cité le choc comme montrant la nécessité d'adopter des solutions radicales, tandis que les politiciens modérés soutenant des négociations et des solutions non-violentes ont perdu de l'influence.
Des deux côtés les morts ont été traités en martyrs par leurs populations respectives. Jović Josip et Rajko Vukadinovic, les policiers croates et serbes tués à Plitvice, ont été fêtés par leurs médias respectifs comme des martyrs de la cause.
L'incident a aussi eu plus largement des conséquences politiques et militaires : le 1er avril 1991, en partie en réponse aux événements de Plitvice, les autorités serbes de Krajina proclament unilatéralement le soi-disant « Oblast autonome serbe de Krajina » comme indépendant de la Croatie et annoncent qu'il resterait partie de la Yougoslavie. Dans d'autres communautés serbes de Croatie, des barricades ont été érigées pour bloquer toute tentative croate de reprendre le contrôle du gouvernement. Les responsables croates accusent le président serbe Slobodan Milošević d'être responsable des troubles en Croatie, dans l'espoir d'intimider la Croatie et la résoudre à renoncer à son statut étatique sauf que la Yougoslavie est une confédération en perdition. Ils l'accusent également d'avoir tenté d'amadouer l'Armée populaire yougoslave, afin de renverser le gouvernement démocratiquement élu de la Croatie.
Le Tribunal pénal international pour l'ex-Yougoslavie (TPIY) a traité le cas de la série d'incidents en Croatie en 1991, qui comprenait celui des lacs de Plitvice :
| « The Trial Chamber found that the evidence showed that the President of Serbia, Slobodan Milošević, openly supported the preservation of Yugoslavia as a federation of which the SAO Krajina would form a part. However, the evidence established that Slobodan Milošević covertly intended the creation of a Serb state. This state was to be created through the establishment of paramilitary forces and the provocation of incidents in order to create a situation where the JNA could intervene. Initially, the JNA would intervene to separate the parties but subsequently the JNA would intervene to secure the territories envisaged to be part of a future Serb state. » | « La Chambre de première instance a conclu que les preuves démontraient que le Président de la Serbie, Slobodan Milošević, a ouvertement soutenu le maintien de la Yougoslavie en une fédération dont la SAO de Krajina ferait partie. Toutefois, preuve a été établie que Slobodan Milošević a en secret eu l'intention de créer un État serbe. Cet état devait être créé grâce à l'établissement de forces paramilitaires et la provocation d'incidents afin de créer une situation où la JNA pouvait intervenir. Initialement, la JNA interviendrait pour séparer les parties, mais par la suite la JNA interviendrait pour garantir les territoires visés à faire partie d'un futur État serbe. » |